# Eleanor Uhl
Eleanor Marie Uhl, po mężu Gash (ur. 21 marca 1902 w Filadelfii, zm. 21 lipca 1981 w Doylestown) – amerykańska pływaczka z pierwszej połowy XX wieku, uczestniczka igrzysk olimpijskich.
Podczas VII Letnich Igrzysk Olimpijskich w Antwerpii w 1920 roku, osiemnastoletnia Uhl wystartowała w jednej konkurencji pływackiej. W wyścigu na 300 metrów stylem dowolnym, z czasem 5:02,0, zajęła pierwsze miejsce w drugim wyścigu eliminacyjnym, co pozwoliło jej zakwalifikować się do finału. W wyścigu finałowym zajęła piąte miejsce. Jej wynik jest nieznany.
Uhl reprezentowała barwy klubu Meadowbrook Club.